# The Bad in Each Other
«The Bad in Each Other» es una canción de la cantante Feist. Fue publicada en septiembre de 2011 como la canción de apertura de su cuarto álbum de estudio, Metals.

## Video musical
Un videoclip, dirigido por Martin De Thurah, fue publicado en el canal de YouTube de la cantante el 30 de enero de 2012. Fue filmado parcialmente en México.

## Recepción de la crítica
En una reseña en retrospectiva, Stuart Berman de Stereogum escribió: “En lugar de establecer una dinámica típica de él dijo/ella dijo, Feist invita a Webb a cantar el coro cabizbajo con ella al unísono, un movimiento que amplifica el arrepentimiento profundamente arraigado, el agotamiento y la destrucción emocional mutua asegurada en el centro de la canción”. Jonathan Bernstein de American Songwriter comentó que «The Bad in Each Other» “es la canción más triste de Metals pero también la más triunfante. Para una canción que debería ser francamente deprimente, el estribillo es un momento extrañamente positivo y afirmativo”. Brice Ezell, escribiendo para PopMatters, declaró que la canción “establece un listón alto para el resto del disco y, aunque el álbum en general es sólido, no alcanza la calidad de esta canción”.

## Créditos y personal
Créditos adaptados desde las notas de álbum de Metals.
Musicos
- Leslie Feist – voz principal, arreglos de cuerdas y corno francés, guitarra, órgano, percusión
- Bry Webb – coros
- Mocky – arreglos de cuerdas y corno francés, batería
- Valgeir Sigurðsson – arreglos de corno francés adicionales, piano, percusión
- Chilly Gonzales – arreglos de cuerdas y corno francés, órgano, piano, percusión
- Colin Stetson – arreglos de corno francés adicionales, bajo eléctrico, saxofón tenor y barítono, clarinete bajo y tenor, corno francés, flauta, trompeta
- Evan Cranley – arreglos de corno francés adicionales, bombardino, trombón
- Irene Sazer – violín, coros
- Alisa Rose – violín, coros
- Dina Maccabee – viola, coros
- Jessica Ivry – violonchelo, coros
- Brian LeBarton – órgano, piano, batería, teclado
- Dean Stone – batería, percusión

## Uso en otros medios
- La canción apareció en la película Warm Bodies (2013).[11]

## Posicionamiento
| Gráfica (2012)                                       | Pico de posición |
| ---------------------------------------------------- | ---------------- |
| Estados Unidos (Billboard Adult Alternative Airplay) | 30               |